# Bătălia de la Verneuil
Bătălia de la Verneuil, ocazional numită Bătălia de la Vernuil (în engleză Battle of Verneuil, în franceză Bataille de Verneuil), a fost o importantă bătălie a Războiului de 100 de Ani, care a avut loc pe 17 august 1424 între forțele anglo-burgunde pe de-o parte și cele franco-scoțiene pe de altă parte. Bătălia s-a dat în apropierea cetății Verneuil din Normandia, fiind considerată una dintre cele mai violente și sângeroase de-a lungul războiului.

## Context
Începutul anilor 1420 nu era cea mai bună perioadă a istoriei franceze. Țara abia se recupera după înfrângerea dezastruoasă de la Azincourt din 1415, în care englezii au ocupat cea mai mare parte din nordul regatului. Situația era agravată și de continuarea războiului între Burgunzi și casa de Armagnac. În 1422, regele Henric al V-lea, regent la tronul francez, moare în Moe. Fiul său cel mai mic fiind încoronat imediat rege al Angliei și Franței, dar de Armagnac au rămas loiali, fiului lui Carol al VI-lea, care a fost recunoscut drept rege în sudul Franței, în legătură cu care războiul a continuat. În aceste condiții dificile, Franța, în nevoie disperată de întăriri, a apelat la vechii aliați, scoțienii.
Primul contingent important scoțian (6.000 soldați) sub conducerea lui Ioan Stewart, conte de Buchan, a debarcat în Franța în 1419 și în curând a devenit o parte importantă și integrantă a armatei franceze, obținând o reputație excelentă în bătălia de la Baugé. Prima înfrângere majoră la Cravant în 1423 a zguduit însă foarte mult moralul scoțienilor care au pierdut mulți compatrioții în luptă, dar au continuat să fie o forță serioasă.
La începutul anului 1424 Buchan a sosit din nou în Franța, aducând cu el și 6.500 de ostași. Cu acesta venind în Franța, și Archibald de Douglas, unul dintre cei mai influenți nobili scoțieni. La 24 aprilie 1424 armata scoțiană având 2.500 de infanteriști și 4.000 de arcași a venit la Bourges, reședință Delfinului (moștenitorul tronului Franței), Carol. În luna august, armata nouă a sosit în ajutor apărătorilor cetății Évreux de la Canalul Mânecii, care era asediat de ducele Ioan de Bedford. Cu toate acestea, Évreux a capitulat înainte sosirii unităților franco-scoțiene.
Comandanții erau indeciși cu privire la continuarea ostilităților. Scoțienii și unii comandanți inferiori francezi insistau la darea luptei imediat. În contrast cu vicontele de Narbonne și alții comandanți superiori, care nu uitaseră "lecția de la Azincourt", aceștia fără tragere de inimă răspunzând apelurilor conaționalilor și aliaților. În cele din urmă, aliații au ajuns la compromis, decizând să atace cetatea engleză de la frontiera din Normandia. De curând francezii prin înșelăciune au capturat cetatea. Pe 15 august Bedford a primit vestea alarmantă despre capturarea Verneuil-ului și imediat au purces în drum. Două zile mai târziu, Bedford cu trupele sale se apropia de oraș. Scoțienii deciși, uitând experiența tristă de la Halidon Hill, i-au convins pe aliații săi să lupte.

## Desfășurare
De la începutul luptei, ambele armate se deplasau una spre cealaltă. Arcașii englezi, odată cu apropierea inamicului, au început să sape în pământ pentru a fixa țepușele împotriva cavaleriei inamice; deoarece solul uscat nu permitea acest lucru, de acest lucru s-a folosit imediat cavaleria lombardă și franceză. Atacându-i pe arcași, cavaleria a divizat rândurile lor, dar în loc să iasă prin spatele englezilor, a nimerit în fața convoiului britanic. Flancul drept al englezilor, cu toate acestea, era slab apărat, creând un pericol mai mare. În acel moment, scutierii lui Bedford, păstrându-și sângele rece, față de furiosul atac frontal al francezilor, au răsturnat cavaleria vicontelui de Narbonne. Bătălia sângeroasă a durat aproximativ 45 de minute. Rămășițele corpului francez au fugit în panică spre Verneuil, mulți înecându-se în șanț, inclusiv contele de Aumale. 
Oprind hărțuiala, Bedford și-a întors trupele înapoi pe câmpul de luptă, unde scoțienii țineau o apărare solidă. În acel moment, cavaleria lombardă,  depășind trupele contelui Salisbury a atacat convoiul englez; cu toate acestea francezii nu au putut luat toată prada. În ciuda succesului său inițial, cavaleria s-a confruntat cu o puternică rezistență a arcașilor englezi de rezervă. Atacul asupra convoiului nu a avut rezultate semnificative, deși lombarzii au ucis servitorii și au capturat unele prăzi. Curând, francezii, iar apoi și cavalerii lombarzi, au fost respinși de soldații englezi aflați în rezervă.
Simțind gustul victoriei, arcașii din rezervă i-au atacat pe scoțieni din propria inițiativă, aruncându-se pe flancul drept scoțian neprotejat. După care dosul armatei scoțiene a fost atacat de Bedford, completând încercuirea și distrugerea inamicului. Strălucita victorie i-a costat mult pe englezi, care au pierdut 1.600 de ostași. Franco-scoțienii au pierdut 6.000 ostași, dintre care majoritatea au fost scoțieni. Aproximativ 200 au fost luați prizonieri.